# Difração de raios X

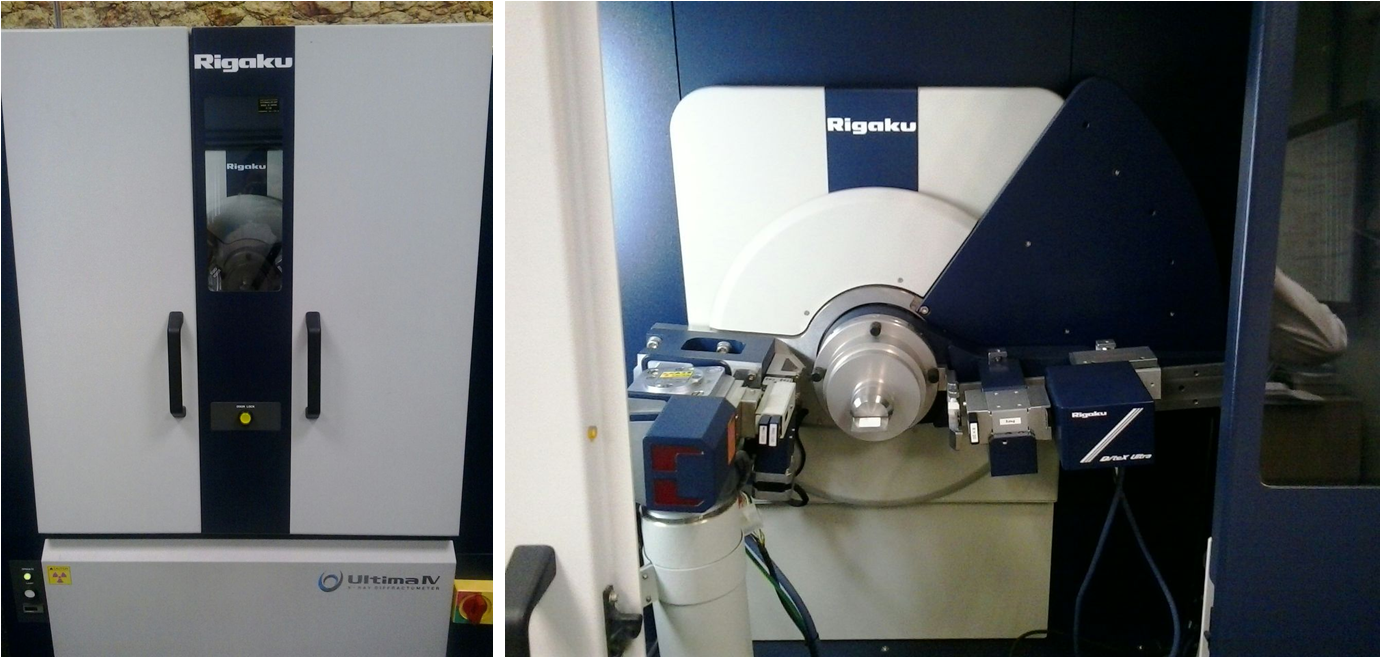
Figura 1: Difratômetro de raios X (em pó) do Instituto de Química da UFRJ, modelo Ultimate IV - Rigaku.

Difração de raios X é um fenômeno no qual os átomos de um cristal, em virtude de seu espaçamento uniforme, causam um padrão de interferência das ondas presentes em um feixe incidente de raios X. É uma técnica usada para determinar a estrutura atômica e molecular de um cristal, na qual os átomos cristalinos fazem com que um feixe de raios X incidentes difrate em muitas direções específicas. Medindo os ângulos e as intensidades dos feixes difratados, um cristalógrafo pode produzir uma imagem tridimensional da densidade de elétrons dentro do cristal. A partir desta densidade de elétrons, as posições médias dos átomos no cristal podem ser determinadas, bem como suas ligações químicas, sua desordem e várias outras informações. O material analisado é finamente triturado, homogeneizado e a composição média em massa é determinada (difração de raios X em pó). 

## História

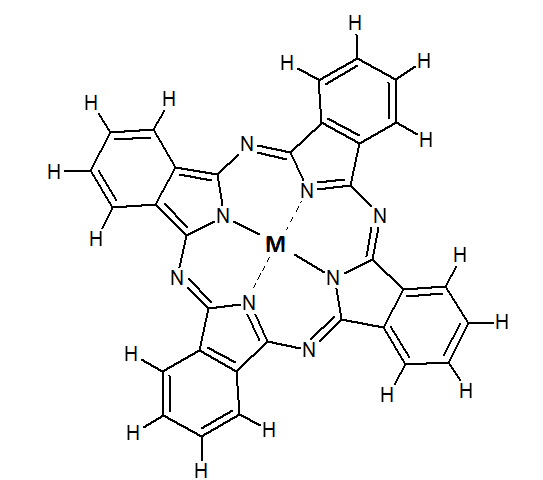
Figura 2: Estrutura química da molécula de ftalocianina metálica sintetizada pela primeira vez pelos químicos suíços H. de Diesbach e E. von der Weid em 1927. O átomo central M é um átomo de cobre.

Em 1933, o químico inglês Patrick Linstead lançou-se no estudo da estrutura atômica da ftalocianina de cobre. Para isso, ele utilizou a difração de raios X - essa técnica não é microscopia, pois fornece uma imagem “indireta” da molécula. Como seu nome indica, ela se baseia no fenômeno de difração – o mesmo que tanto instiga a microscopia. Raios X enviados sobre um cristal da amostra a ser analisada, fornecem uma imagem geométrica, de acordo com as distâncias interatômicas, o que permite remontar à estrutura do cristal. Num cristal de moléculas, bilhões de moléculas idênticas são empilhadas. Mantidas no lugar por suas vizinhas, elas pouco se mexem: este é um ponto crucial para realizar a imagem. Quando o cristal é suficientemente fino, a luz visível consegue atravessá-lo. Entretanto, seu comprimento de onda (de 400 a 800 nanometros) é grande demais para transmitir uma informação: é um pouco como se tentássemos agarrar uma avelã com uma retroescavadeira. É  necessário utilizar comprimentos de onda bem menores. Os raios X convêm perfeitamente: têm comprimentos de onda equivalentes às distancias entre os átomos num cristal, ou seja, alguns nanômetros, até menos. É graças a eles, para citar apenas um dos primeiros exemplos históricos, que conhecemos a estrutura do cloreto de sódio, ou sal de cozinha: malhas quadradas de 0,4 nanometro de lado, cujos topos são ocupados por íons cloro e sódio. Patrick Linstead entregou seus cristais de ftalocianina de cobre a um jovem pesquisador, John Robertson, que efetuou longos cálculos para determinar a organização das moléculas no cristal (Figura 2) e para compreender a organização da própria molécula: trata-se de um quadrado de 1,3 nanometro de lado.
Um dos métodos importantes para caracterizar o arranjo de moléculas em um cristal é o método da difração de raios X. Ele fornece a posição relativa dos átomos que constituem o cristal e, consequentemente, o arranjo espacial entre as moléculas no mesmo. É claro que as estruturas que o método fornece será aquela que a substância toma na forma sólida cristalina. Em solução, quando a molécula estiver solvatada, a estrutura poderá não ser mais exatamente a mesma. 
A difração de raios X tem tido um êxito particular – e porque não dizer espetacular – na determinação da estrutura de moléculas complexas e muito complexas, que valeram aos cientistas que nela trabalharam vários prêmios Nobel. Entre as complexas, pode-se citar a estrutura da vitamina B12 e da penicilina, determinadas por Dorothy Hodgkin (Prêmio Nobel de Química em 1964). Entre as moléculas muito complexas, estão proteínas – as estruturas da mioglobina (1958) e da hemoglobina (1960) foram determinadas por Kendrew e Perutz, respectivamente, o que lhes valeu o prêmio Nobel de Química em 1962 – e a do Ácido Desoxiribonucleico – DNA – talvez a de conseqüências mais profundas na Biologia e mesmo na ciência moderna – por Watson e Cricks em 1953 (Prêmio Nobel de Medicina em 1962).

### A descoberta

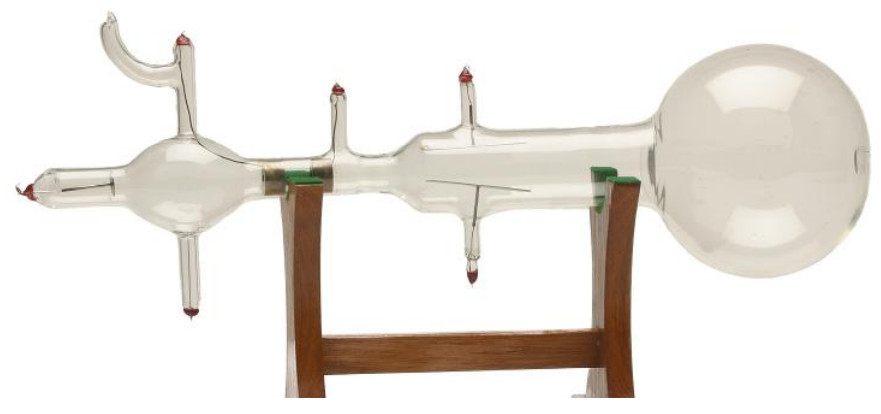
Figura 3: Réplica de um tubo de Crookes, utilizado por Röntgen na primeira experiência da existência dos raios X.

O século XIX ficou marcado por grandes descobertas que revolucionaram a ciência. Um dos experimentos que abriu as portas para diversos estudos foi o que envolvia a passagem de descargas elétricas através de um tubo de vidro contendo gases rarefeitos, conectado a uma bomba de vácuo (Figura 3). Com a saída do gás e a diminuição da pressão dentro do tubo, um fenômeno é observado na parte oposta ao catodo, essa começa a emitir uma incandescência esverdeada. Willian Crookes, em 1875, concluiu que essa luminescência era algum tipo de radiação que partia do terminal negativo indo em direção ao terminal positivo, denominado de raios catódicos.

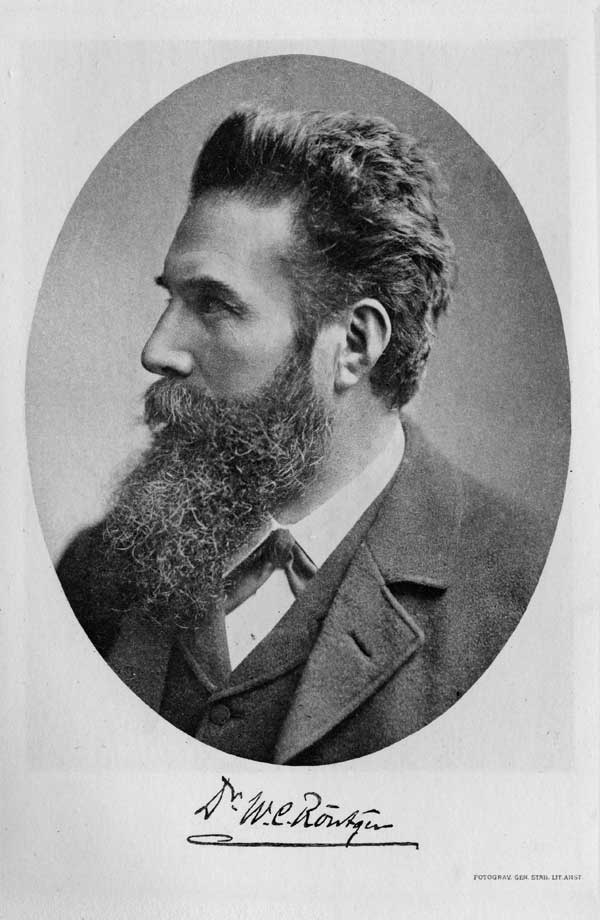
Figura 4: Whilhelm Conrad Röntgen, um dos primeiros a estudar o comportamento dos raios X e descobrir sua existência.

Em 1894, Wilhelm Conrad Röntgen (Figura 4) se interessou pelo trabalho publicado pelo físico Phillip Lenard, sobre os raios catódicos. Ele então iniciou uma série de experimentos com o objetivo de estudar tais radiações e foi em 8 de novembro de 1895, em mais um dia de trabalho, que ele observou que a folha de papel tratada com platinocianeto de bário, deixada próxima ao tudo de raios catódicos, brilhava no escuro, emitindo uma luz. O tubo foi coberto com uma cartolina preta e mesmo assim o papel brilhava, colocou diversos objetos entre o tubo e o papel e os mesmos pareciam ser transparentes. Foi então nesse momento que ele viu os ossos de sua mão na tela.  Após ter registrado suas observações em chapas fotográficas, fez então o anuncio a comunidade, dizendo que pela primeira vez poderia ver dentro do corpo humano sem abri-lo. Através do então denominado por ele, raios X.

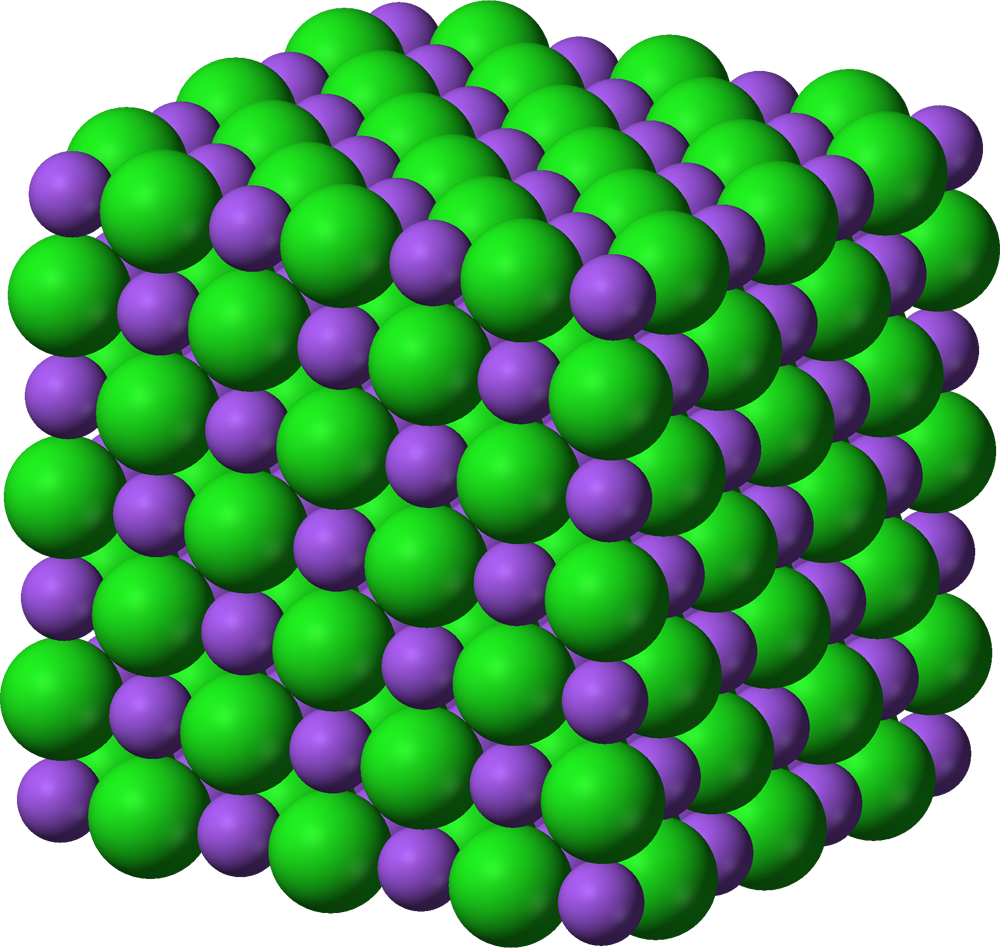
Figura 5: Representação de uma estrutura cristalina de cloreto de sódio.

Em 1912, o físico alemão Von Laue sugeriu que, se os átomos apresentam uma estrutura cristalina (átomos organizados de forma a apresentarem periodicidade ao longo do espaço) e se os raios X eram ondas eletromagnéticas com comprimento de onda menor que os espaços interatômicos, então os núcleos atômicos que concentram a massa dos átomos poderiam difratar os raios X, formando franjas de difração. Quando Laue fez passar um feixe de raios X por uma amostra monocristalina e pôs um filme fotográfico após a amostra, o resultado foi que, após revelar o filme, ele apresentava pontos sensibilizados pelos raios X difratados.
As experiências de Laue despertaram grande interesse nos físicos ingleses, W. H. Bragg e seu filho W. L. Bragg, que formularam, ainda em 1913, uma equação extremamente simples para prever os ângulos onde seriam encontrados os picos de intensidade máxima de difração. Assim, conhecendo-se as distâncias interatômicas, poderiam ser resolvidas os problemas envolvidos na determinação da estrutura cristalina. Dessa forma, os Bragg determinaram sua primeira estrutura, a do NaCl (Figura 5). Transformando a difração de raios X na primeira ferramenta eficiente para determinar a estrutura atômica dos materiais, fazendo com que a técnica obtivesse rapidamente grande popularidade entre os institutos de pesquisa.
Entre as décadas de 1920 e 1930, a literatura foi inundada por estruturas cristalinas determinadas por difração de raios X. Todo mineralogista ou cristalógrafo da época tinha por obrigação determinar a estrutura cristalina de algum composto, mineral ou metal. A difração de raios X também provocou surpresa ao demonstrar a estrutura amorfa do vidro, e também foi a principal ferramenta usada por Watson e Crick, em 1953, para propor a estrutura em dupla hélice do DNA.

## Produção e medição de raios-X.
A fonte de raios-X de laboratório consiste em um tubo de vácuo no qual os elétrons são emitidos a partir de um filamento de tungstênio aquecido e acelerado por um potencial elétrico (tipicamente várias dezenas de kilovolts) para impactar um alvo de metal arrefecido a água. Quando os elétrons internos do alvo são ejetados e os exteriores caem para tomar seu lugar, os raios X são emitidos. Alguns têm uma distribuição contínua de comprimentos de onda entre cerca de 0,5 Å e 5 Å ("radiação branca") e alguns têm comprimentos de onda característicos dos níveis eletrônicos no alvo. Para a maioria das experiências, uma única radiação característica é selecionada usando um filtro ou monocromador. Em relação aos detectores, no passado a maioria dos trabalhos de raio-X foi feito com filme, agora são usados detectores eletrônicos. Pode utilizar-se um único ponto (por exemplo Geiger Muller, contador de cintilação ou proporcional), um detector de linha (1D) ou um detector de área (2D).

## Fundamentação teórica
O fenômeno de difração de raios X por cristais resulta de um processo de espalhamento no qual os raios X são dispersos pelos elétrons dos átomos sem alteração no comprimento de onda. Um feixe difratado é produzido por tal dispersão somente quando certas condições geométricas são satisfeitas, o que pode ser expresso em qualquer uma de duas formas, a equação de Bragg, ou a de Laue. O padrão de difração resultante de um cristal, que compreende tanto as posições como as intensidades dos efeitos de difração, é uma propriedade física fundamental da substância, servindo não apenas para sua rápida identificação, mas também para a elucidação completa de sua estrutura. A análise das posições do efeito de difração leva imediatamente a um conhecimento do tamanho, forma e orientação da célula unitária. Para localizar as posições dos átomos individuais na célula, as intensidades devem ser medidas e analisadas. O mais importante para relacionar as posições dos átomos com as intensidades de difração é a equação do fator de estrutura.

### A dispersão
A dispersão de raios X é determinada pela densidade de elétrons dentro do cristal. Como a energia de um raio X é muito maior que a de um elétron de valência, a dispersão pode ser modelada como a dispersão de Thomson, a interação de um raio eletromagnético com um elétron livre. Este modelo é geralmente adotado para descrever a polarização da radiação dispersa, conforme descrito na derivação matemática abaixo.
A intensidade da dispersão de Thomson para uma partícula com massa {\displaystyle m} e carga {\displaystyle q} é:
{\displaystyle I_{o}=I_{e}({\frac {q^{4}}{m^{2}c^{4}}}){\frac {1+cos^{2}2\theta }{2}}=I_{e}7,94x10^{-26}{\frac {1+cos^{2}2\theta }{2}}=I_{e}f}
Assim, os núcleos atômicos, que são muito mais pesados do que um elétron, contribuem de forma negligenciável para os raios-X dispersos.

### Dispersão de raios X por elétrons e átomos
Os raios X são ondas eletromagnéticas e, como tal, são constituídos de um pacote de energia formado por um campo elétrico oscilante, denominado de fóton. Um fóton aos se interagir com um elétron é absorvido, elevando o elétron a um estado excitado, e ele ao voltar a seu estado natural,  se torna uma fonte de ondas eletromagnética com mesma frequência e comprimento de onda do fóton absorvido (apenas em caso de espalhamentos). Dessa interação surge assim uma nova frente de onda esférica de raios X, com o elétron como sua origem, derivando sua energia do feixe incidente. Por este processo diz-se que o elétron dispersa o feixe original. Um átomo é constituído por um núcleo carregado positivamente rodeado por uma nuvem de elétrons, um para cada incremento de carga nuclear, sendo o número igual ao número atômico do elemento em questão. As ondas dispersas dos diversos elétrons num átomo combinam-se, de modo que o efeito de dispersão de um átomo pode ser considerado como essencialmente o de uma fonte pontual de raios X dispersos. A intensidade da dispersão é, obviamente, dependente do número de elétrons no átomo, mas porque os elétrons estão distribuídos ao longo do volume do átomo em vez de concentrados em um ponto, a intensidade varia com a direção. No entanto, no presente caso, no tratamento da geometria da difração, o átomo é considerado uma fonte de dispersão pontual.

### Dispersão por uma linha de átomos espaçados regularmente

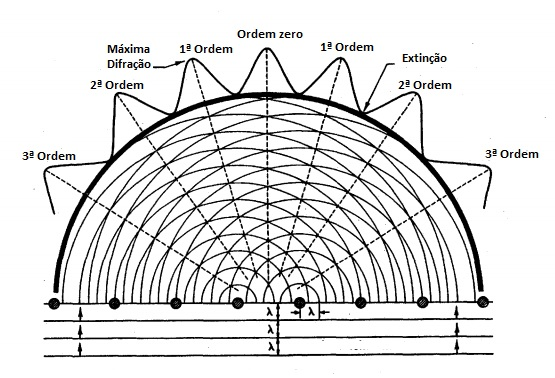
Figura 6: Dispersão reforçada por uma linha de átomos regularmente espaçados.

Fenômenos de interferência com ondas de água e luz são bem conhecidos. De uma forma semelhante, podem surgir interferências construtivas e destrutivas entre as ondas de raios X dispersas dos átomos. Suponha que um feixe de raios X encontre uma fileira de átomos espaçados regularmente, como na Fig. 6. As frentes de onda paralelas fazem com que cada átomo se torne uma fonte de um conjunto de ondas esféricas dispersas da mesma freqüência e comprimento de onda. Na Fig. 6 consideramos a sucessão de cristas de onda e depressões de dois átomos vizinhos em algum instante no tempo. É necessário apenas considerar a dispersão em torno de um par de átomos vizinhos, pois a distância interatômica e o comprimento de onda dos raios X determinam a geometria dos efeitos de difração. A dispersão de átomos mais distantes na fileira contribui apenas (para os mesmos sentidos angulares) para os feixes dispersos representados na Fig. 6. Todos os pontos de interseção dos dois conjuntos de arcos concêntricos são pontos em que as cristas das ondas de ambos os átomos coincidem e suas amplitudes adicionam, levando a interferência construtiva e um máximo de difração. Em pontos entre as interseções, as ondas estão mais ou menos fora de fase e levam a vários graus de interferência destrutiva ou extinção.
Uma direção óbvia de reforço é aquela perpendicular à frente de onda original. Aqui a diferença de crista de onda entre as ondas dispersas dos dois átomos é zero, e dá origem ao feixe difratado de ordem zero. À direita do feixe de ordem zero é uma direção proeminente de interseções de crista caracterizada por uma crista de onda ou diferença de fase. Este é o feixe de difração de primeira ordem. Da mesma forma, mais à direita, segunda ordem, terceira ordem, e assim por diante para a ordem n, vigas difratadas representam 2, 3, 4,. . , N diferenças na fase da onda (comprimento de onda) na fase entre as ondas dos átomos vizinhos. As ordens negativas correspondentes de difração (menos primeira ordem, menos segunda ordem, etc.) surgem no lado oposto da direção do feixe de ordem zero. Embora a Fig. 6 represente o caso especial de um feixe incidindo em ângulos retos em uma linha de átomos, o caso geral de um feixe fazendo qualquer ângulo com a fileira é inteiramente análogo.

### Condições para difração por uma malha linear de átomos

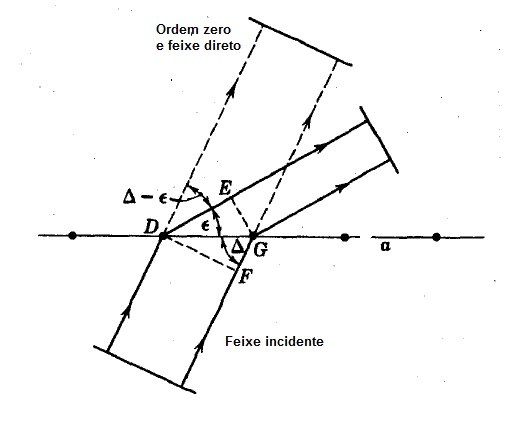
Figura 7: Condições para a difração de uma fileira de átomos.

Uma linha reta de átomos regularmente espaçados constitui uma rede linear. Considere que um feixe paralelo de raios X encontra-se com uma tal linha de átomos com um ângulo {\displaystyle \bigtriangleup }  (Fig. 7), {\displaystyle a} sendo o espaçamento constante entre os átomos. Todos os átomos da linha atuam como centros para séries de ondas dispersas, e o reforço que conduz a vigas difratadas de zero, primeiro, segundo e maior ocorre em certas direções. Suponha que uma dessas direções de interferência construtiva faça um ângulo  com o eixo da linha. Então, uma vez que os raios X espalhados em D devem estar em fase com aqueles espalhados em G, os caminhos DE e FG devem diferir por um número inteiro de comprimentos de onda. Isso é:
{\displaystyle DE-FG=m\lambda } (equação 1)
Onde {\displaystyle m} é um número inteiro, e {\displaystyle \lambda } é o comprimento de onda do feixe de raio-x. De Trigonometria simples.
{\displaystyle DE=a.cos\epsilon }, e {\displaystyle FG=a.cos\bigtriangleup } (equação 2)
Daí a diferença de trajetória é:
{\displaystyle a.cos\epsilon -a.cos\bigtriangleup =a(cos\epsilon -cos\bigtriangleup )=m\lambda } (equação 3)

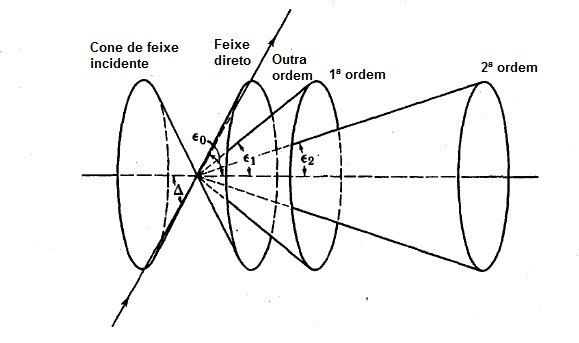
Figura 8: Representação esquemática dos cones de difração positivos a partir de uma linha de átomos.

E a equação 3 é a condição a ser satisfeita pelas várias ordens discretas de feixes difratados a partir dessa fileira de rede. A direção de qualquer ordem dada de feixe difratado é obtida pela resolução de {\displaystyle cos\epsilon } e substituindo o valor apropriado de {\displaystyle m},
{\displaystyle cos\epsilon m=cos\bigtriangleup +{\frac {m\lambda }{a}}}  (equação 4)
Obviamente, o feixe incidente poderia ter encontrado a linha de rede no ângulo {\displaystyle \bigtriangleup } ao invadir a fileira de qualquer direção que seja um gerador de um cone concêntrico com a fileira e do ângulo {\displaystyle \bigtriangleup } do semi ápice (Figura 8) . O local de todos os feixes de ordem zero é, então, um cone idêntico com um ápice comum no ponto de intersecção do feixe com a fileira de átomos; E os feixes incidentes e de ordem zero são geradores diametralmente opostos dos dois cones. As direções que satisfazem a equação 4 para as outras ordens difratadas do feixe encontram-se em outros cones com o mesmo ápice comum e os ângulos de semi-ápice apropriados {\displaystyle \epsilon } (Fig. 8). Note-se que {\displaystyle \epsilon _{o}} = {\displaystyle \bigtriangleup }.
À esquerda do feixe de ordem zero (Fig. 7) estão as ordens negativas do feixe difratado, a ordem -mth fazendo um ângulo {\displaystyle \epsilon }'- {\displaystyle \bigtriangleup }  à esquerda com o feixe de ordem zero e um ângulo {\displaystyle \epsilon }' com a fileira de rede, onde:
{\displaystyle \epsilon _{-}m-\bigtriangleup \leqq \bigtriangleup \epsilon _{m}}  (equação 5)
Note-se que o ângulo {\displaystyle \epsilon }' é medido a partir da extremidade positiva da fila de rede. Ângulo  {\displaystyle \epsilon '-m-\bigtriangleup } é sempre menor do que {\displaystyle \bigtriangleup -\epsilon m}, quando o ângulo {\displaystyle \bigtriangleup }  < 90 °, e os dois ângulos são iguais no caso especial {\displaystyle \bigtriangleup } = 90 º. O local das direções das ordens negativas do feixe difratado é assim uma série de cones à esquerda do cone de ordem zero e tendo o mesmo ápice comum que as ordens positivas. O ângulo interior do cone do semi-ápice  {\displaystyle \epsilon }' torna-se o ângulo apical externo quando  {\displaystyle \epsilon }' > 90 º. Uma construção trigonométrica e tratamento semelhante ao que leva à equação 4, nos fornece a seguinte equação:
{\displaystyle FG-DE'=a(cos\bigtriangleup -cos\epsilon ')=m\lambda }  (equação 6)
e
{\displaystyle cos\epsilon '-m=cos\bigtriangleup -m\lambda /a}   (equação 7)
No caso especial em que o feixe incidente é perpendicular à linha de átomos, {\displaystyle \bigtriangleup }  = 90 °, o cone de ordem zero degenera em um disco perpendicular à rede linear e os cones de cada ordem positiva e negativa de difração se tornam simétricos sobre a ordem zero. Para um dado {\displaystyle \lambda } e espaçamento interatômico {\displaystyle a}, somente um número limitado de ordens de difração é possível, pois quando {\displaystyle m} é tal que faz com que o membro direito da equação 4 exceda a unidade (ou - 1 na equação 7) nenhuma solução para {\displaystyle \epsilon } ou {\displaystyle \epsilon '} é possível.

### A equação de Bragg

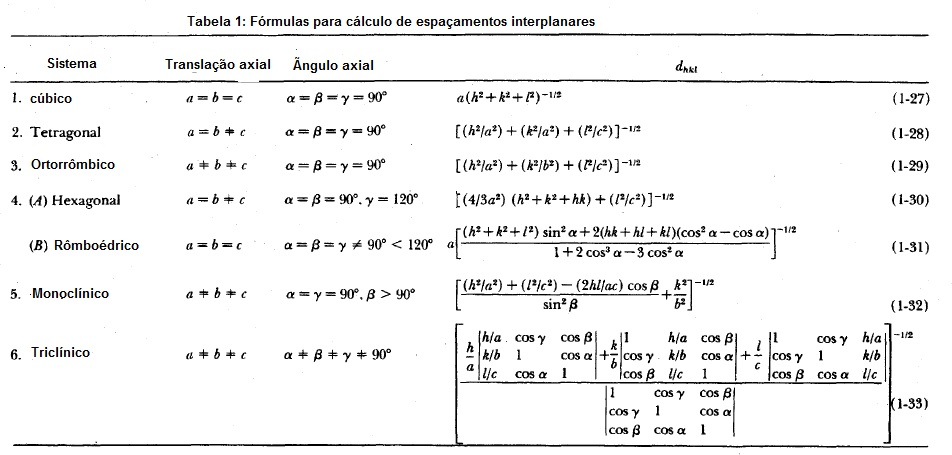
Tabela 1: Fórmulas para cálculo de espaçamentos interplanares

A Equação 8 é a equação de Bragg para o sistema cúbico. A referência revela que o fator {\displaystyle {\frac {a}{\surd h^{2}+K^{2}+l^{2}}}} na equação 8 é simplesmente o espaçamento interplanar {\displaystyle d} para o plano (hkl). A equação de Bragg (equação 9) na sua forma geral é então escrita:
{\displaystyle n\lambda ={\frac {2a}{\surd h^{2}+k^{2}+l^{2}}}sin\theta }  (equação 8) 
e
{\displaystyle n\lambda =2d\sin \theta } (equação 9)
Uma derivação analítica da equação de Bragg quando realizada para um sistema cristalino de simetria inferior conduz a uma expressão idêntica à equação 8 ou 9, exceto com um termo {\displaystyle d} mais complicado. Estes são, em todos os casos, o espaçamento inter planar para o plano refletor. Assim, para obter a equação na forma especial para cálculos em um determinado sistema de cristais, é necessário apenas substituir em vez de {\displaystyle d} a expressão (Tabela 1) para {\displaystyle d_{(}hkl)}, ou o sistema apropriado.
A explicação de Bragg sobre os efeitos de difração de raios X em termos de "reflexão" de uma pilha de planos atômicos paralelos merece breve consideração, tanto por sua simplicidade quanto por seu interesse histórico. As unidades atômicas ou moleculares em um cristal encontram-se nas interseções de uma estrutura de espaço, que as proeminentes faces de cristal são aquelas mais densamente povoadas com pontos de rede (Átomos ou moléculas), e que, paralelamente a cada face ou plano de cristal possível, há uma série de planos idênticos equidistantes. Quando um feixe de raios X atinge uma face de cristal estendida e é refletido no sentido de Bragg o fenômeno não é uma reflexão de superfície, como com a luz comum. Paralelo à face é uma série efetivamente infinita de planos atômicos equidistantes que os raios X penetram a uma profundidade de vários milhões de camadas antes de ser apreciadamente absorvida. Em cada plano atómico pode considerar-se que uma porção de minuto do feixe é refletida. Para que esses minúsculos feixes refletidos surjam como um único feixe de intensidade apreciável, não devem ser absorvidos ao passar por camadas mais próximas da superfície à medida que emergem, e, muito mais importante, os feixes de camadas sucessivas não devem interferir e destruir uns aos outros. Se as condições podem ser arranjadas para que o reforço, em vez de destruição ocorre, todos os planos da série que não são muito profundas no cristal vai contribuir para a reflexão. Bragg demonstrou estas condições da seguinte maneira. Considere as linhas {\displaystyle pp,p_{1}p_{1},p_{2}p_{2}} etc., da Fig. 9 para representar os traços de uma série de planos atômicos de espaçamento interplanar constante d paralelo a uma face de cristal. AB, A'B 'é um comboio de raios X incidentes de comprimento de onda X incidindo sobre os planos e refletindo na direção CD. Para a onda refletida de B 'para reforçar a refletida em C, ela deve chegar em C em fase com a onda ABC. Este será o caso se a diferença de percurso for um número inteiro de comprimentos de onda, isto é, se
{\displaystyle B'C-BC=n\lambda }  (equação 9)
Por simples trigonometria
{\displaystyle B'C={\frac {d}{sin\theta }}}   (equação 10)
e {\displaystyle BC=B'Ccos2\theta ={\frac {d(cos\theta )}{sin\theta }}} (equação 11) 

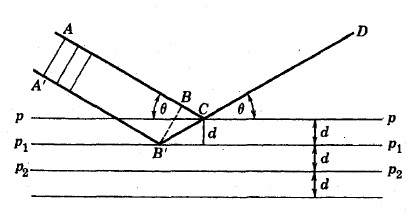
Figura 9: Geometria da analogia de "reflexão" de Bragg.

substituição na equação 10, {\displaystyle {\frac {d}{sin\theta }}(1-cos\theta ={\frac {d}{sin\theta }}2sin^{2}\theta =n\lambda } (equação 12)
e {\displaystyle n\lambda =2dsin\theta } (equação 13).
Esta é a equação de Bragg, também conhecida como a lei de Bragg (equação 13). Para um cristal de um determinado espaçamento {\displaystyle d}, e para um dado comprimento de onda {\displaystyle \lambda }, as várias ordens {\displaystyle n} de reflexão ocorrem apenas nos valores precisos do ângulo {\displaystyle \theta } que satisfazem a equação 13. Em outros ângulos não há feixe refletido devido a interferência. Isto está em marcado contraste com a reflexão de um feixe de luz a partir de uma superfície de metal polido, que pode ter lugar ao longo de uma grande faixa angular contínua. O ponto de vista da reflexão proporciona assim uma Imagem de difração em cristais, e tem sido amplamente utilizado.
Os instrumentos tradicionais de medida são o difratômetro (método de pó) e as câmaras de monocristais, estas últimas atualmente com seu uso restrito a situações específicas para determinação de parâmetros cristalográficos. No difratômetro tradicional a captação do eixo difratado é feita por meio de um detector,  segundo um arranjo geométrico conhecido como Bragg-Brentano, que habilita a obtenção do ângulo {\displaystyle 2\theta }.
O feixe difratado é normalmente expresso através de picos que se destacam do background (ou linha de base), registrados num espectro de intensidade versus o ângulo  {\displaystyle 2\theta }, constituindo o padrão difratométrico ou difratograma. O padrão difratométrico representa uma coleção de perfis de reflexões ( difrações ) individuais ( ou picos difratados), cada qual com sua altura, largura, área integrada, posição angular e caudas que decaem gradualmente a medida que se distanciam da posição de altura máxima do pico. A intensidade integrada é proporcional à intensidade de Bragg, I(hkI). A identificação das substâncias cristalinas ( através do método de pó) é obtida através da comparação do difratograma com padrões difratométricos de fases individuais disponibilizadas pelo ICDD ( International Center for Diffraction Data, antigo JCPDS-Joint Committe of Powder Diffraction Standards).

### Relação entre a estrutura cristalina e os dados de raios X: posições de pico, intensidades e larguras

#### Posições de pico
Usando a Lei de Bragg, as posições de pico podem ser teoricamente calculadas.
{\displaystyle \theta =\arcsin({\frac {\lambda }{2d}})\mid } (equação 14) 
Para uma célula unitária cúbica:
{\displaystyle d={\frac {a}{\surd N}}\mid } onde {\displaystyle N=h^{2}+k^{2}+l^{2}} e {\displaystyle a} é o parâmetro de célula.
Assim, o valor medido {\displaystyle 2\theta } pode estar relacionado com os parâmetros da célula.

#### Intensidade do pico
O fator de estrutura,{\displaystyle F_{h,k,l}} de uma reflexão, {\displaystyle h,k,l}, é dependente do tipo de átomos e suas posições {\displaystyle (x,y,z)} na célula unitária.
{\displaystyle F_{h,k,l}=\sum _{i}f_{i}\exp 2\pi i(h_{xi}+k_{yi}+l_{zi})} (equação 15) 
{\displaystyle f_{i}} é o fator de dispersão para o átomo {\displaystyle i} e está relacionado ao seu número atômico.
A intensidade de um pico {\displaystyle I_{h,k,l}} é dada por:
{\displaystyle {\displaystyle I_{h,k,l}}\propto |{\displaystyle F_{h,k,l}|^{2}}}
As diferenças de intensidade se relacionam com mudanças na química (fator de dispersão). No entanto, mais comumente para amostras multifásicas, as alterações nas intensidades estão relacionadas com a quantidade de cada fase presente na amostra. São necessários fatores de calibração adequados para realizar a análise de fase quantitativa.

#### Largura do pico
A largura de pico β em radianos é inversamente proporcional ao tamanho do cristalito {\displaystyle L_{h,k,l}} perpendicular ao plano {\displaystyle h,k,l}
{\displaystyle {\displaystyle L_{h,k,l}}={\frac {\lambda }{\beta cos\theta }}} (equação 16 - Equação de Scherrer)

### Fatores que afetam as intensidades de difração
Os dados que geram os difratogramas são afetados não só por sobreposição dos planos de reflexão como também por efeitos físicos, instrumentais e por características de cada amostra. Entre os fatores estão: 
- O fator de polarização;
- Fatores de Lorentz e velocidade;
- O fator temperatura;
- O fator de dispersão atômica;
- O fator de estrutura;
- O fator de multiplicidade;
- O fator de absorção;

O fator de polarização é de natureza física, causado pela ausência de parelelismo entre o feixe incidente e os planos de reflexão. Esse fator provoca na onda difratada um decréscimo na intensidade em função do ângulo de incidência. Fatores relacionados à preparação das amostras são considerados as maiores fontes de erros para as três informações fundamentais de cada reflexão: posição angular, intensidade e perfil de pico. O deslocamento da amostra devido à fuga do ponto focal óptica do difratômetro pode ocorrer devido a dificuldade de prensagem  do pó na altura dos suportes compatíveis com o arranjo geométrico do equipamento (geometria de bragg), provocando um deslocamento na posição dos picos e um alargamento assimétrico dos perfis. Tais fatores reforçam a importância da configuração do equipamento e de sua calibração, minimizando seu efeito nas intensidades de picos de difratograma. 

### Geometria Bragg-Brentano (BB)

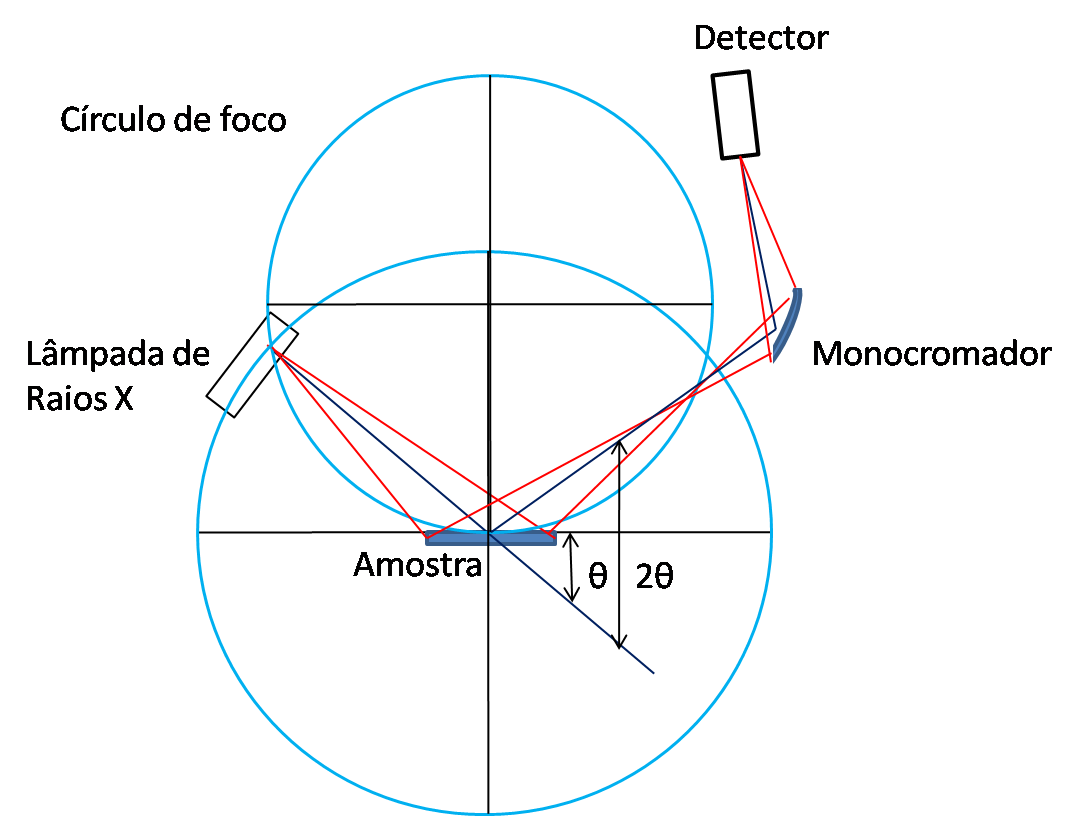
Figura 10: Geometria Bragg-Brentano

A maioria dos difratômetros de pó usa a geometria de parafocagem de Bragg-Brentano, oferecendo análise de alta resolução e alta intensidade de feixe ao custo de requisitos de alinhamento muito precisos e amostras cuidadosamente preparadas. O ângulo de incidência {\displaystyle \omega } entre a fonte de raios X e a amostra é sempre 1/2 do ângulo do detector {\displaystyle 2\theta }: 1) {\displaystyle \omega =2\theta } ou {\displaystyle \theta =2\theta }: com o tubo de raios X fixo, a amostra gira em {\displaystyle \theta }/Min eo detector sempre a {\displaystyle 2\theta }/min; e 2) {\displaystyle \theta :\theta } varredura: a amostra é fixa e o tubo gira na mesma taxa que o detector em {\displaystyle \theta }/min. A superfície da amostra é mantida no plano tangente do círculo de focagem definido por três pontos na amostra, fonte de raios X e fenda receptora. As fendas do feixe incidente e difratado movem-se sobre um círculo centrado na amostra. Os raios X divergentes da fonte atingiram a amostra em diferentes pontos da sua superfície. Durante o processo de difração os raios X são reorientados na fenda do detector (figura 10).

## Aplicações
A difração de raios X em pó é mais amplamente utilizada para a identificação de materiais cristalinos desconhecidos (por exemplo, minerais, compostos inorgânicos). Determinação de sólidos desconhecidos é fundamental para estudos em geologia, mineralogia, ciência ambiental, ciência de materiais, catálise, engenharia, bioquímica e biologia, história das artes e arqueologia. Outras aplicações incluem:
- Caracterização de materiais cristalinos;
- Identificação de minerais de grão fino, tais como argilas e argilas de camada mista que são difíceis de determinar;
- Determinação das dimensões das células unitárias;
- Medição da pureza da amostra;

Com técnicas especializadas, DRX pode ser usado para:
- Determinar estruturas cristalinas usando refinamento Rietveld;
- Determinação de quantidades modais de minerais (análise quantitativa);
- Caracterizar amostras de filmes finos;
- Fazer medições de textura, como a orientação de grãos, em uma amostra policristalina;